# ボビー・マーフィー
ボビー・マーフィー（ボビー・コーネリウス・ゴー・マーフィー、Robert Cornelius Go Murphy 、1988年7月19日 - ）は、アメリカ合衆国の起業家、エンジニアであり、モバイルアプリケーション「Snapchat」を保有する「Snap Inc.」の共同創業者にして最高技術責任者。

## 来歴
スタンフォード大学在籍中にかつて別のスタートアップで働いた2歳年下の友人エヴァン・シュピーゲルに誘われCTOとして加わりスナップチャットの元となる「ピカブー」を共に立ち上げた。その後、レギー・ブラウンと2人は対立、ブラウンを追放しアプリの名前を現在のSnapchatと改めた。追放後、ブラウンは2人を訴え2014年に177億円を現金で支払うことで両者は和解している。